# 水の江じゅん
水の江 じゅん（みずのえ じゅん、1950年11月24日 - ）は、日本の元歌手・女優。旧芸名は、香山 ユリ。本名は、鈴木 朝子。東京都出身。

## 来歴・人物
「香山ユリ」名義で東芝レコードよりデビューし、女優・歌手活動を始める。その後、テイチクからビクターへと移籍し水の江じゅんへと改名。特技は、乗馬。
1972年、東映の特撮テレビドラマ『人造人間キカイダー』でヒロイン「光明寺ミツ子」を演じ、本作品のファンには現在でも人気がある。
現在は俳優、歌手業を含めた活動はしていない。

## 出演

### テレビドラマ
- 東京・赤坂・六本木（1963年、NET）
- 夫婦百景 第295話「天下泰平」（1964年、NTV）
- 特別機動捜査隊（NET）
  - 第232話「大噴煙」（1966年）
  - 第233話「続大噴煙」（1966年）
  - 第298話「女の館」（1968年） - 玲子
  - 第300話「蟷螂のような女」（1968年）
  - 第536話「可愛い脱走」（1972年） - 三千代
  - 第681話「襲われた夜」（1974年） - 真知子
- 平四郎危機一発 第8話「野郎たちとホトケ」（1967年、TBS）
- 半七捕物帳 第21話（1972年、NET）
- 火曜日の女シリーズ / ある朝、突然に…（1972年、NTV）
- 人造人間キカイダー（1972年 - 1973年、NET） - 光明寺ミツ子
- ニセモノご両親（1974年、TBS）
- 殺さないで!（1975年、THK）

### 映画
- すてきな16才（1962年、松竹） - ユリ子[2]
- われら劣等生（1965年、松竹） - 花井君子[2]
- 飛び出す人造人間キカイダー（1973年、東映） - 光明寺ミツ子
- 五人ライダー対キングダーク（1974年、東映） - エツ子

## 音楽

### シングル
| 使用名義     | A面 （表題曲）                     | B面 （カップリング曲） | レーベルと規格品番 | 備考                                                |
| ------------ | ---------------------------------- | ---------------------- | ------------------ | --------------------------------------------------- |
| 香山ユリ     | 私のシャーベット                   | 私はオトナよ           | 東芝 JP-1398       | - 1962年の作品。作詞：東逸平 作曲：萩原哲晶         |
| 香山ユリ     | クラリネット・ジャニー             | 誰も知らない唄         | 東芝 JP-1481       |                                                     |
| 香山ユリ     | 風のワルツ（Waltz for Sweetheart） | 恋は涙（Love is Tear） | UNION US-629-J     | - 1969年の作品。                                    |
| 香山ユリ     | 府中音頭                           | 幸福をよぶ若い町       | 東芝 4R-39         | - 坂本九のシングルであり、B面カップリング曲を歌唱。 |
| 水の江じゅん | 無理して別れちゃおう               | 白の季節               | VICTOR SV-2095     | - 1970年の作品。                                    |